# Kathleen (cráter)
Kathleen es un pequeño cráter posiblemente de origen volcánico situado en la cara visible de la Luna, en el extremo sur del Palus Putredinis. Está localizado al suroeste de Ian y al noroeste de Ann. Al suroeste se halla la Rima Vladimir.
|  |
|  |

El cráter Kathleen tiene una forma alargada y se encuentra al comienzo de un surco largo y sinuoso que se extiende hacia el este. Con toda probabilidad, es de origen volcánico, asociado a un conjunto lineal de cráteres producidos por una fisura profunda en la corteza lunar.

## Designación
Cinco de los cráteres próximos a la Rima Bradley poseen nombres oficiales, que proceden de anotaciones originales no oficiales utilizadas en la hoja 41A3/S1 de la serie de mapas Lunar Topophotomap de la NASA. La designación fue adoptada por la UAI en 1976.